# Stellaris (joc video)
Stellaris este un joc de strategie 4X dezvoltat de Paradox Develompent Studio și publicat de Paradox Interactive. Modul de joc se învârte în jurul explorării spațiului, gestionării unui imperiu, diplomației și războiului spațial cu alte civilizații spațiale. A fost lansat în întreaga lume pentru Windows, macOS și Linux pe 9 mai 2016, pe 26 februarie 2019, pentru PlayStation 4 și Xbox One și pe 25 martie 2021, pentru Xbox Series X și Series S.

## Gameplay
Stellaris este un mare joc de strategie în timp real, plasat într-o realitate alternativă a spațiului, într-un viitor îndepărtat. Jucătorii joacă rolul unui guvern al unei specii în stadiile incipiente ale explorării spațiului interstelar, imediat după inventarea tehnologiei de călătorie în spațiu mai rapid decât lumina (FTL), gata să revendice un loc ca una dintre „speciile stelelor.” În funcție de mai mulți factori, cum ar fi etica civilizației și dorințele jucătorului, scopul final al imperiului poate varia de la cucerirea galactică, tezaurizarea resurselor și supremația tehnologică, până la coexistența pașnică cu sau distrugerea absolută a tuturor celorlalte vieți inteligente. Jucătorul controlează nave, inclusiv știință, construcții și nave militare. Lupta include luptă spațială și luptă la sol și este mai centrată pe imaginea de ansamblu, pregătirea și strategia. Există, de asemenea, opțiuni diplomatice, cum ar fi alianțe și acorduri comerciale cu alte rase.
Jocul începe fie prin alegerea unuia dintre imperiile prefabricate, fie prin utilizarea unui imperiu/specii personalizate de jucător. Procesul de creare implică mai multe alegeri diferite. Prima dintre aceste alegeri implică alegerea unui amestec de caracteristici pozitive și negative („trăsături”) care alcătuiesc specia lor. Apoi, jucătorul personalizează imperiul speciei lor. În această fază, jucătorul alege etica și civicul imperiului său (cu puncte de Etică și, respectiv, civică) care sunt menite să reprezinte ideologia pe care a adoptat-o imperiul. Trăsăturile oferă diverse avantaje, restricționează anumite caracteristici (un imperiu spiritualist nu poate folosi roboți, un imperiu materialist nu poate scoate în afara legii roboții) și guvernele să nu fie alese (un imperiu autoritar nu poate fi un guvern democratic și invers) și schimbă modul în care este informația. prezentat jucătorului.Jucătorii aleg și o origine, un fel de poveste de fundal pentru imperiul lor. Originile pot include originea dintr-o lume devastată de războiul nuclear sau începerea cu o rasă secundară jucabilă, cum ar fi roboții sau o rasă muncitorească puternică, dar neinteligentă. Aceste specii secundare sunt create într-un proces similar cu cel descris anterior.
Toată etica, în afară de Conștiința Gestalt adăugată mai târziu, are versiuni normale și fanatice care reprezintă alinierea imperiului. Versiunile fanatice de etică oferă bonusuri mai mari decât variantele lor normale, dar de obicei au restricții și mai mari și ocupă întotdeauna două puncte de etică în loc de un punct normal pe etică. Etica numită Gestalt Consciousness face din imperiu o minte stup sau un imperiu robotic, preia toate punctele de etică și oferă noi educații civice disponibile numai minții stup și imperiilor robotice. Megacorporațiile, un tip guvernamental adăugat în Megacorp DLC, nu sunt restricționate din punct de vedere etic, așa cum este o minte stup, dar pot alege doar educația civică unică pentru ei. Atât etica (altele decât Conștiința Gestalt) și majoritatea civică pot fi modificate pe parcursul jocului. Jucătorul poate personaliza steagul, numele, lumea natală, aspectul orașelor și structurile spațiale și conducătorul imperiului lor.
În cele mai multe cazuri, imperiul jucătorului începe cu o singură planetă locuită, mai multe stații de minerit și/sau cercetare, o navă de construcții, o navă științifică, trei nave de război mici și o bază stelară. Jocul timpuriu constă în explorarea și colonizarea unor zone tot mai mari de spațiu, în timp ce activitățile de la mijlocul jocului pot include implicarea în război și/sau diplomație cu alte imperii, dar pot fi, de asemenea, umplute cu o cantitate mare de micro-management. Economia imperiului unui jucător de-a lungul jocului se bazează în primul rând pe cinci resurse principale: credite de energie, minerale, alimente, bunuri de consum și aliaje, fiecare având un scop principal de a contribui la economia jucătorului. Avansarea în Stellaris se realizează prin tehnologii și tradiții care cresc progresiv costurile de realizat pentru jucător, dar oferă caracteristici mai bune pentru jucător pe măsură ce jocul continuă.Mai târziu în joc, pot apărea evenimente de criză care au implicații la nivelul galaxiei - de exemplu, o trezire a IA sensibilă latente sau o invazie a forțelor extra-dimensionale sau extra-galactice, acestea fiind întotdeauna declanșate de imperii neglijente. Paradox a sperat că această caracteristică va aborda o problemă comună de late-game în jocurile în stil 4X; prin care o facțiune este atât de puternică încât eventuala lor victorie este inevitabilă, rezultând un joc frustrant.

## Dezvoltare și lansare
Stellaris a fost dezvoltat de Paradox Development Studios și publicat de Paradox Interactive.Jocul folosește același motor Clausewitz pe care studioul l-a folosit de la Europa Universalis III în 2007, deși cu unele modificări, cum ar fi utilizarea redării bazate pe fizic (PBR). Jocul a fost prezentat la Gamescom în august 2015. Regizorul Henrik Fahraeus descrie influențele sale ca „o treime Star Control 2, o treime Master of Orion 2 și o treime Europa Universalis IV”, pentru a „crea un joc de strategie cu accent deosebit pe explorare și extindere”.Echipa a făcut referire, de asemenea, la Star Control II cu mai multe concepte de caracter și personalități, inclusiv rase extraterestre care seamănă cu păsări, ciuperci și nori de gaz.
Stellaris a fost lansat publicului pe 9 mai 2016. După lansare, dezvoltatorii au confirmat că vor exista o serie de pachete de expansiune, precum și actualizări gratuite pentru a rezolva erorile și pentru a introduce noi funcții de joc. Actualizările poartă numele unor scriitori celebri de science fiction, printre care Arthur C. Clarke, Isaac Asimov, Robert A. Heinlein, Iain Banks, Douglas Adams, Ray Bradbury, Karel Čapek, Pierre Boulle, CJ Cherryh, Larry Niven, Ursula K. Le Guin, Gene Wolfe, Tanith Lee și Mary Shelley.
Jocul este, de asemenea, însoțit de patch-uri gratuite, care pot ajusta mecanismele existente sau pot adăuga altele noi în aceeași temă ca și expansiunile. Primul patch major a sosit pe 24 mai, la scurt timp după lansarea jocului, prezentând numeroase îmbunătățiri ale AI, precum și o cursă suplimentară care poate fi jucată. [Patch-ul 2.0 (Cherryh), lansat în februarie 2018, reînnoiește o cantitate semnificativă de mecanică de joc, chiar și pentru jucătorii care nu au achiziționat DLC-ul corespunzător „Apocalypse”. Actualizarea 2.1 (Niven), lansată împreună cu DLC „Distant Stars” în mai, a reînnoit bucla de joc de bază și a adăugat mai multe funcții de calitate a vieții. Actualizarea 2.2 (Le Guin) a fost lansată în decembrie, împreună cu DLC-ul „Megacorp” și a reînnoit modul în care sunt organizate planetele. Actualizarea 3.0 (Dick) a fost lansată în aprilie 2021, coincizând cu lansarea DLC-ului „Nemesis”.
Paradox a portat jocul pe console.Versiunile Stellaris pentru PlayStation 4 și Xbox One au fost lansate pe 26 februarie 2019, sub numele de Stellaris: Console Edition.

## DLC-uri
Un număr de DLC-uri au fost lansate pentru joc. Toate sunt opționale și pot fi aplicate jocului de bază în orice combinație. Cele mai mari DLC-uri vin sub formă de expansiuni, care modifică semnificativ mecanica și caracteristicile jocului. Există, de asemenea, pachete de povești (care adaugă evenimente noi și mecanici minore) și pachete de specii (care adaugă specii noi, cu elemente audio, vizuale și mecanice însoțitoare).
| Nume                      | Data lansării      | Descriere |
| ------------------------- | ------------------ | --- |
| Plantoids Species Pack    | 4 August 2016      | Introduce noi specii pe bază de plante pentru jucători și imperiile AI din care să aleagă, inclusiv noi lucrări de artă și animații pentru lideri, nave și peisaje urbane.Începând cu versiunea 3.1, pachetul include, de asemenea, trăsături suplimentare ale speciilor și civice disponibile pentru imperiile plantoide și fungoide.                            |
| Leviathans Story Pack     | 20 Octombrie 2016  | Introduce „Gardienii”, creaturi și entități spațiale puternice care pot fi luptate sau investigate; enclave independente; și noi mecanici pentru Fallen Empires pentru a se trezi și fie să recucerească Galaxia, fie să lupte între ele în „Războiul din Rai”.                                                                                                   |
| Utopia                    | 6 Aprilie 2017     | Adaugă megastructuri, inclusiv Ringworlds și Dyson Spheres, habitate spațiale, „Ascension Perks” care permit evoluția biologică, sintetică sau psionică, imperii mintale de stup, noi opțiuni de sclavie și îndoctrinare nativă și civică suplimentară. |
| Synthetic Dawn Story Pack | 21 Septembrie 2017 | Permite jocul ca (și împotriva) imperiilor non-organice și oferă abilitatea de a juca și de a întâlni imperii de mașini cu lanțuri și mecanisme unice de evenimente, adăugând, de asemenea, revolte sintetice și noi portrete sintetice. |
| Humanoids Species Pack    | 7 Decembrie 2017   | Adaugă noi opțiuni pentru jucători de tip uman și imperii AI, cu noi opțiuni de apariție a liderului și a navei, și melodii suplimentare și seturi de voce off VIR.Începând cu versiunea 3.1, pachetul include și două noi educații civice și originea armatei clonate.                                                                                           |
| Apocalypse                | 22 Februarie 2018  | Concentrat pe război, adaugă mai multe super-arme care oferă capacitatea de a distruge planete și de a eradica sau asimila populații planetare, pe lângă noile clase de nave „Titan” și module defensive care permit atacuri cu arme la nivel de sistem. Expansiunea include, de asemenea, civilizații nomazi „Marauder”, ambiții de unitate și noi forme civice. |
| Distant Stars Story Pack  | 22 Mai 2018        | Jucătorii pot acum să descopere și să deblocheze accesul la noi grupuri stelare ascunse și să întâlnească mai multe anomalii noi, evenimente, entități spațiale și sisteme unice. De asemenea, a adăugat un „L-Cluster” fictiv, o secțiune de stele care s-a născut cu galaxii obișnuite.                                                                         |
| Megacorp                  | 6 Decembrie 2018   | Introduce noi autorități corporative care pot înființa filiale pe planete străine și pot domina comerțul galactic, abilitatea de a crea o ecumenopolis, civilizații nomade „Caravaneer” fără jucători, mai multe megastructuri, noi avantaje de ascensiune și o piață galactică de sclavi.                                                                        |
| Ancient Relics Story Pack | 4 Iunie 2019       | Permite jucătorilor să descopere ruinele unor civilizații moarte de mult timp și să le folosească pentru a obține avantaje. |
| Lithoids Species Pack     | 24 Octombrie 2019  | Adaugă noi specii bazate pe stâncă pentru jucători și AI, cu mecanici, portrete și voci unice. |
| Federations               | 17 Martie 2020     | Adaugă cinci noi tipuri de federații, rezoluții suplimentare pentru Comunitatea Galactică, noi Origini pentru imperiile jucătorilor, noi megastructuri și o nouă clasă de nave, Juggernaut. |
| Necroids Species Pack     | 29 Octombrie 2020  | Adaugă Necroizi, specii inteligente de strigoi, care le permit jucătorilor să formeze imperii cu ei ca specie principală. |
| Nemesis                   | 15 Aprilie 2021    | Permite jucătorilor să devină criza. Introduce o nouă filă UI, un avantaj de criză și nave noi precum Menacing Corvette, Asteroid Cruiser, Star-Eater și multe altele. |
| Aquatics Species Pack     | 22 Noiembrie 2021  | Adaugă noi portrete de specii cu tematică oceanică din care să alegeți, inclusiv o trăsătură opțională a speciilor acvatice. Include, de asemenea, un set de nave, două noi origini, civicul pescarilor și o voce de consilier. |

1. ↑  GOG.com
2. ↑  PlayStation Store
3. ↑  Microsoft Store
4. ↑  Humble Store
5. 1 2  Stellaris Dev Diary #359 - Stellaris 3.14.1 'Circinus' Preliminary Release Notes (în engleză), 24 octombrie 2024, accesat în 30 octombrie 2024
6. 1 2 3 4 5  Steam, accesat în 27 octombrie 2022
7. 1 2   https://console.stellaris.com/, accesat în 18 martie 2019 Lipsește sau este vid: |title= (ajutor)
8. 1 2   https://www.polygon.com/2019/1/22/18188843/stellaris-ps4-xbox-one-release-date-controller-layout, accesat în 18 martie 2019 Lipsește sau este vid: |title= (ajutor)